# Fuerte Talcahuano
El Fuerte Talcahuano es una batería defensiva costera del puerto de Valparaíso, Chile, que estuvo en funcionamiento entre los años 1866 y 1898. Se encuentra ubicado en los terrenos de la Gobernación Marítima de Valparaíso, en la subida Carvallo del cerro Playa Ancha.

## Historia
Luego del bombardeo por parte de la escuadra española al puerto de Valparaíso el 31 de marzo de 1866, el Estado promovió un plan para la construcción de diversas instalaciones defensivas costeras, que fueron realizadas por ingenieros chilenos formados en el Real Cuerpo de Ingenieros de España.
El Fuerte Talcahuano fue construido en 1866, a una altitud de 14 metros sobre el nivel del mar, para la protección del Fuerte Rancagua, para impedir el desembarco en la playa Las Torpederas, y para combatir a las unidades que intentaran atacar al puerto desde Playa Ancha.
Tenía una forma de «U», y contaba con tres cañones Parrott de ánima rayada de 60 libras, 1 cañón de ánima rayada de 120 libras, y un cañón de campaña cuya ubicación podía cambiar según las necesidades. En el sitio se conserva un cañón Parrott, así como gran parte de la mampostería.